# 阿爾及利亞廣場清真寺

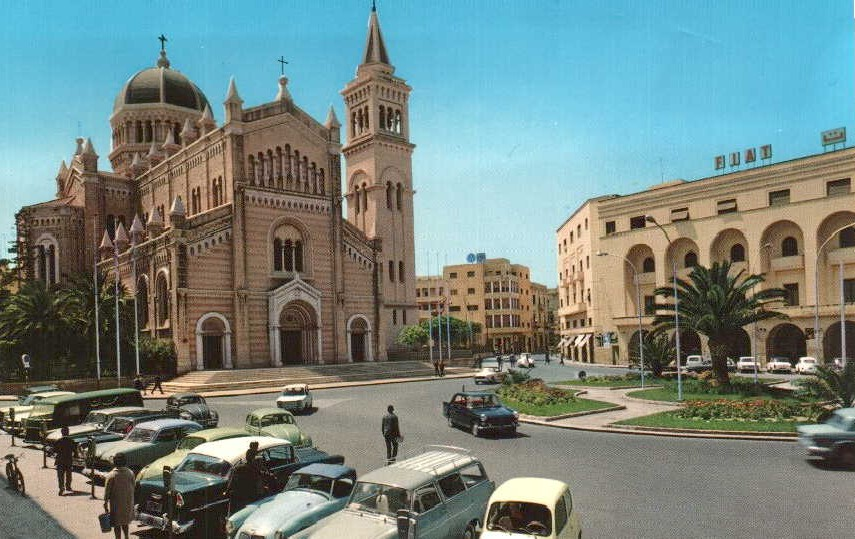
1960年代舊貌

32°53′26″N 13°11′9″E / 32.89056°N 13.18583°E
阿爾及利亞廣場清真寺（阿拉伯语：‎），前身是天主教的黎波里宗座代牧區的的黎波里耶穌聖心主教座堂（義大利語：La Cattedrale del Sacro Cuore di Gesù in Tripoli；阿拉伯语：‎），是利比亞首都的黎波里的一座清真寺，因位於阿爾及利亞廣場而得名。又稱納瑟清真寺，以紀念阿拉伯民族主義領袖、埃及前總統賈邁·阿卜杜拉·納薩。

## 教堂歷史
座堂在1923年動工重建，1928年啟用。由義大利建築師薩佛‧潘泰里（Saffo Panteri）設計，並由奧斯曼‧奈傑姆（Othman Nejem）負責室內設計和裝飾。建築採羅曼式風格，穹頂高46米，並修建了以威尼斯風格浮雕裝飾的鐘樓。
座堂是近代的黎波里市內第二座天主教堂，第一座是由馬爾他人社群興建、1870年啟用的的天使之后堂。
利比亞有五萬名天主教徒，大部分分佈於的黎波里及周邊地區，佔全國人口不足百分之一，包括殘存的義大利人社區、馬爾他利比亞人、菲律賓人和其他信奉天主教的移民。其中大部分在利比亞內戰中已撤離當地。

## 改建成清真寺
1970年代，在卡扎菲治下，主教座堂被改成清真寺。座堂前的廣場也由座堂廣場（阿拉伯语：‎）改名為阿爾及利亞廣場。經過大幅修改後，大部份建築被拆去，並以阿拉伯風格裝潢取代。工程在2000年完工。目前代牧區的座堂是聖方濟各座堂。